# Абиев, Арапбек
Арапбек Абиев (9 января 1941 года , село Кожакент, Жанакорганский район, Кзыл-Ординская область, Казахская ССР) — звеньевой совхоза имени XXIII съезда КПСС Яны-Курганского района Кзыл-Ординской области, Казахская ССР. Герой Социалистического Труда (1976).

## Биография
Окончил ПТУ № 17 в посёлке Жанакорган, после чего работал в колхозе имени XXIII съезда КПСС Яны-Курганского района. С 1968 года — звеньевой рисоводческого звена. С 1978—1994 год — бригадир и с 1994 по 1997 год — заместитель директора совхоза по хозяйственной части.
В 1968 году звено Арапбека Абиева включилось в социалистического соревнование под наименованием «Жахаевское движение» (по имени Героя Социалистического Труда Ибрая Жахаева). Звено ежегодно перевыполняло план. В 1976 году был удостоен звания Героя Социалистического Труда за выдающиеся трудовые достижения.
Участвовал во Всесоюзной выставке ВДНХ, где получил золотую и серебряную медали.

## Награды
- Герой Социалистического Труда — указом Президиума Верховного Совета СССР от 24 декабря 1976 года
- Орден Ленина — дважды
- Орден Трудового Красного Знамени
- Заслуженный работник сельского хозяйства Казахской ССР